# Ptychopseustis amoenella
Ptychopseustis amoenella là một loài bướm đêm trong họ Crambidae.